# Catocala naganoi
Catocala naganoi är en fjärilsart som beskrevs av Shigero Sugi 1982. Catocala naganoi ingår i släktet Catocala och familjen nattflyn. Inga underarter finns listade i Catalogue of Life.

## Bildgalleri

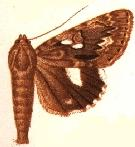